# Nova-classificatie
De NOVA- of Nova-classificatie is een indeling van voedingsmiddelen naar de mate van bewerking (bewerkingsgraad). Het systeem werd in 2009 voorgesteld, en nadien verfijnd, door onderzoekers aan de Universiteit van São Paulo onder leiding van voedingsdeskundige Carlos Augusto Monteiro. Voedsel wordt volgens dit systeem ingedeeld in 4 klassen, van onbewerkt of minimaal bewerkte voeding tot ultrabewerkte voeding. 
De schaal wordt gebruikt in epidemiologisch onderzoek, waar voeding uit groep 4 in verband wordt gebracht met verhoogd risico op obesitas, diabetes type 2, hart- en vaatziekten en bepaalde soorten kanker.
De classificatie wordt daarnaast steeds vaker in gezondheidsbeleid gehanteerd, onder andere als aanvulling op of alternatief voor voorlichtingsmodellen zoals de Schijf van Vijf, de Voedingsdriehoek, de Nutri-Score of de stoplichtlabels. Brazilië nam de Nova-classificatie in 2014 op in zijn voedingsrichtlijnen.

## Classificatie
| Groep | Groep                                                     | Definitie | Voorbeelden |
| --- | --------------------------------------------------------- | --- | --- |
| | Groep 1: Onbewerkte of minimaal bewerkte voedingsmiddelen | Onbewerkt: eetbare delen van planten of dieren. | Water, groenten, fruit, aardappelen, granen, noten, zaden, peulvruchten, melk, vis, vlees, gevogelte, eieren. |
| Minimaal bewerkt: onbewerkte voedingsmiddelen die minimale bewerkingen hebben ondergaan zoals wassen, schillen, snijden, koelen, vriezen, drogen, malen, filteren, roosteren, koken, fermenteren of pasteuriseren. | Groep 1: Onbewerkte of minimaal bewerkte voedingsmiddelen | Voorverpakte groenten, gedroogd fruit, verpakt en gekoeld vlees of vis, gepasteuriseerde melk, melkpoeder, yoghurt zonder toegevoegde suikers of zoetstoffen, groenten- en fruitsap zonder toegevoegde suikers en additieven, afgeleiden van granen (bloem, pasta, couscous), kruiden en specerijen (peper, munt, tijm ...), koffie en thee. | |
| | Groep 2: Bewerkte culinaire ingrediënten                  | Voedingsbestanddelen uit onbewerkte voedingsmiddelen door bewerkingsprocessen zoals persen, raffineren, malen en drogen. Vaak geconsumeerd in combinatie met eten uit groep 1. | Zout, suiker, honing, plantaardige olie, boter, zetmeel. |
| | Groep 3: Bewerkte voedingsmiddelen                        | Meestal redelijk eenvoudige producten (2 à 3 ingrediënten) die ontstaan door voedingsmiddelen uit groep 1 en 2 te combineren en die een bewerkingsproces zoals koken ondergaan. | Ingeblikte groenten, fruit, vis of peulvruchten, gezouten en gesuikerde noten, gezouten en gerookt vlees, kaas, onverpakt vers brood, alcoholische dranken op basis van fermentatie.                                 |
| | Groep 4: Sterk bewerkte of ultrabewerkte voedingsmiddelen | Industrieel samengestelde producten van vaak 5 of meer ingrediënten. Het oorspronkelijke voedingsmiddel uit groep 1 is niet meer of nog slechts in beperkte mate aanwezig. Ze bevatten ingrediënten die gewoonlijk niet in culinaire bereidingen worden gebruikt, waaronder extracties uit producten zoals gehydrolyseerde eiwitten, caseïne, wei, lactose, maltodextrine, invertsuiker en gluten. Ze bevatten additieven die worden toegevoegd om smaken te imiteren of ongewenste sensorische eigenschappen te maskeren, bijvoorbeeld kleurstoffen, smaakstoffen, smaakversterkers, zoetstoffen, vulstoffen, (anti)schuimmiddelen, emulgatoren, glansmiddelen en drijfgassen. Ze ondergaan industriële bewerkingsprocessen die gewoonlijk niet thuis in de keuken worden gebruikt (bv. extrusie). | Frisdrank, zoete of zoute snacks, koek, gebak, snoep, chocolade, gesuikerde ontbijtgranen, gesuikerde melkdrinks, sauzen, kant-en-klaar gerechten, bereid vlees en vis, margarine, instant soep, zuigelingenvoeding. |